# 中国农业科学院原子能利用研究所
中国农业科学院原子能利用研究所是中华人民共和国的一所核农学研究机构，成立于1957年9月。由徐冠仁创立并担任首任所长。